# Eating Out: Drama Camp
Eating Out: Drama Camp è un film del 2011 diretto da Q. Allan Brocka.
Si tratta del quarto capitolo della serie di Eating Out.

## Trama
Casey e Zack sono pronti a partecipare a un campo estivo di recitazione insieme al loro amico scenografo/regista Jason. La situazione tra i due non va tanto bene. Zack sembra stare passivamente con Casey e il ragazzo se n'è accorto, nonostante non abbia detto niente. In autobus conoscono i ragazzi che passeranno l'estate con loro: l'affascinante Benji (abbreviazione di Benjamin), la transessuale Lilly e l'eterosessuale Genevieve. Zack è preso molto dalla presenza di Benji, ma quando Casey si presenta a quest'ultimo come il ragazzo di Zack, Benji dice di essere etero, nonostante non sia vero. Intanto il Campo non è di mentalità aperta come sembrava: il presidente ordina l'assenza di qualsiasi tipo di affettuosità, compresa quella sensuale.
Casey conosce Beau, un ragazzo del suo dormitorio particolarmente interessato a lui. Tiffani diventa una professoressa del campo, insegnando l'arte di “urlare” ai ragazzi. Penny, una giovane adolescente che si ritrova al campo sia come bidella che come alunna, diventa un'amica di Casey. Quest'ultimo è sempre più sicuro che Benji non sia affatto etero. Insieme a Penny farà l'impossibile per scoprire l'identità sessuale del rivale. Jason capisce di essere innamorato di Lilly, tuttavia qualcosa lo ferma, impedendo il proseguimento del loro rapporto. Intanto vengono decisi i ruoli della messinscena teatrale de “La bisbetica domata” versione gay: Zack e Benji saranno i protagonisti.
Grazie al supporto di Penny, Casey capisce di non essere così innamorato di Zack come credeva, così, non solo lo lascia, ma gli dà anche un sostegno morale per la sua relazione con Benji. Zack e Benji vengono sorpresi, durante un rapporto sessuale, dal preside il quale ordina l'annullamento dello spettacolo e l'espulsione dei due ragazzi. Casey, pieno di sensi di colpa, decide di incastrare il preside, permettendo la rappresentazione dello spettacolo. Il piano riesce, ma durante lo spettacolo Lilly si rivolge direttamente a Jason, dichiarando il suo amore. Lo stesso fanno Benji e Zack, Casey e il suo spasimante, con un grande apprezzamento da parte del pubblico.

## Riprese
Il film è stato girato a Camp Shalom a Malibù, in California.

## Premi
| Anno | Cerimonia                                              | Premio         | Categoria             | Ricevente       | Risultato       |
| ---- | ------------------------------------------------------ | -------------- | --------------------- | --------------- | --------------- |
| 2011 | Philadelphia International Gay & Lesbian Film Festival | Audience Award | Best Feature - Comedy | Q. Allan Brocka | Vincitore/trice |

## Sequel
Il film ha avuto un sequel che mostra il proseguimento della relazione di Zack e Benji: Eating Out: The Open Weekend (2011).

## Distribuzione
Il film è stato trasmesso negli Stati Uniti sul canale LOGO il 24 luglio 2011 in una versione censurata disponibile anche su Netflix. La versione integrale è stata distribuita su DVD nell'ottobre 2011.